# Wolfgang Kläui
Wolfgang Kläui (* 28. April 1945 in Zürich; † 16. Februar 2022) war ein Schweizer Chemiker und emeritierter Professor für Anorganische Chemie an der Heinrich-Heine-Universität Düsseldorf, wo er das Institut für Anorganische Chemie und Strukturchemie leitete.

## Leben und Werk
Kläui wuchs im Fürstentum Liechtenstein auf, wo er ein altsprachliches Gymnasium besuchte. 1964 begann er mit dem Studium der Chemie an der Universität Zürich, das er 1971 mit dem Diplom abschloss. Nach seiner Promotion 1973 bei Helmut Werner arbeitete er mit einem Stipendium der Royal Society als Postdoc an der Universität Cambridge, von 1975 bis 1978 als Oberassistent an der Universität Zürich und anschließend an der Universität Würzburg, wo er sich 1979 im Fach Anorganische Chemie habilitierte. 1981 erhielt er Rufe an die Universität Marburg und an die RWTH Aachen, wo er ab 1982 eine C3-Professur am Institut für Anorganische Chemie innehatte. 1991 übernahm er als Nachfolger von Wilhelm Kuchen die Leitung des Instituts für Anorganische Chemie und Strukturchemie an der Universität Düsseldorf. Am 22. Juli 2010 wurde er in den Ruhestand versetzt.
Bekannt wurde Kläui durch die Chemie der Kläui-Tripod-Liganden (wobei Tripod die Abkürzung für Tripodal, dreifüßig, bedeutet) Na[η5-C5H5Co{P(O)R2}3] wobei R in weiten Grenzen variiert werden kann. Durch die Variationen der Reste lässt sich eine große Bandbreite sterischer und elektronischer Eigenschaften einstellen. Das Design der Liganden für katalytische und biochemische Prozesse bildete noch lange einen Schwerpunkt seiner Arbeit.